# 張明 (少將)
張明，男丶中共黨員丶中共軍事人物丶中共政治人物，中共將領

## 生平
中國人民解放軍少將，曾仼駐港部隊副司令員
在港任職期間，曾參加2009年7月20日晚，由外交部驻香港特派员公署与中国人民对外友好协会和中美交流基金会联合主办的“中美建交30周年图片展”开幕式在香港大会堂低座展览厅，以及推動中国人民解放军驻港部队捐血活動，並在其任內2010年11月，解放军驻港部队展开第13次建制单位轮换